# Дрізд бронзовий
Дрізд бронзовий (Turdus grayi) — вид горобцеподібних птахів родини дроздових (Turdidae). Поширений у Центральній і Південній Америці.

## Поширення
Птах поширений на півдні Техасу, у Мексиці, Центральній Америці, Колумбії та на північному заході Венесуели. Мешкає у відкритих місцевостях і рідколіссях до висоти 2450 метрів.

## Опис
Птах глиняного кольору, має жовтий дзьоб і червонувато-коричневі кільця райдужки. Дрізд досягає довжини тіла від 23 до 27 см і ваги від 65 до 86 грамів.

## Спосіб життя
Бронзовий дрізд харчується в основному фруктами, комахами і хробаками, але не гребує і дрібними ящірками. Самиця відкладає від двох до чотирьох яєць, які висиджують близько двох тижнів, поки не вилупляться молоді птахи.